# Evangelische Kirche Schnellrode

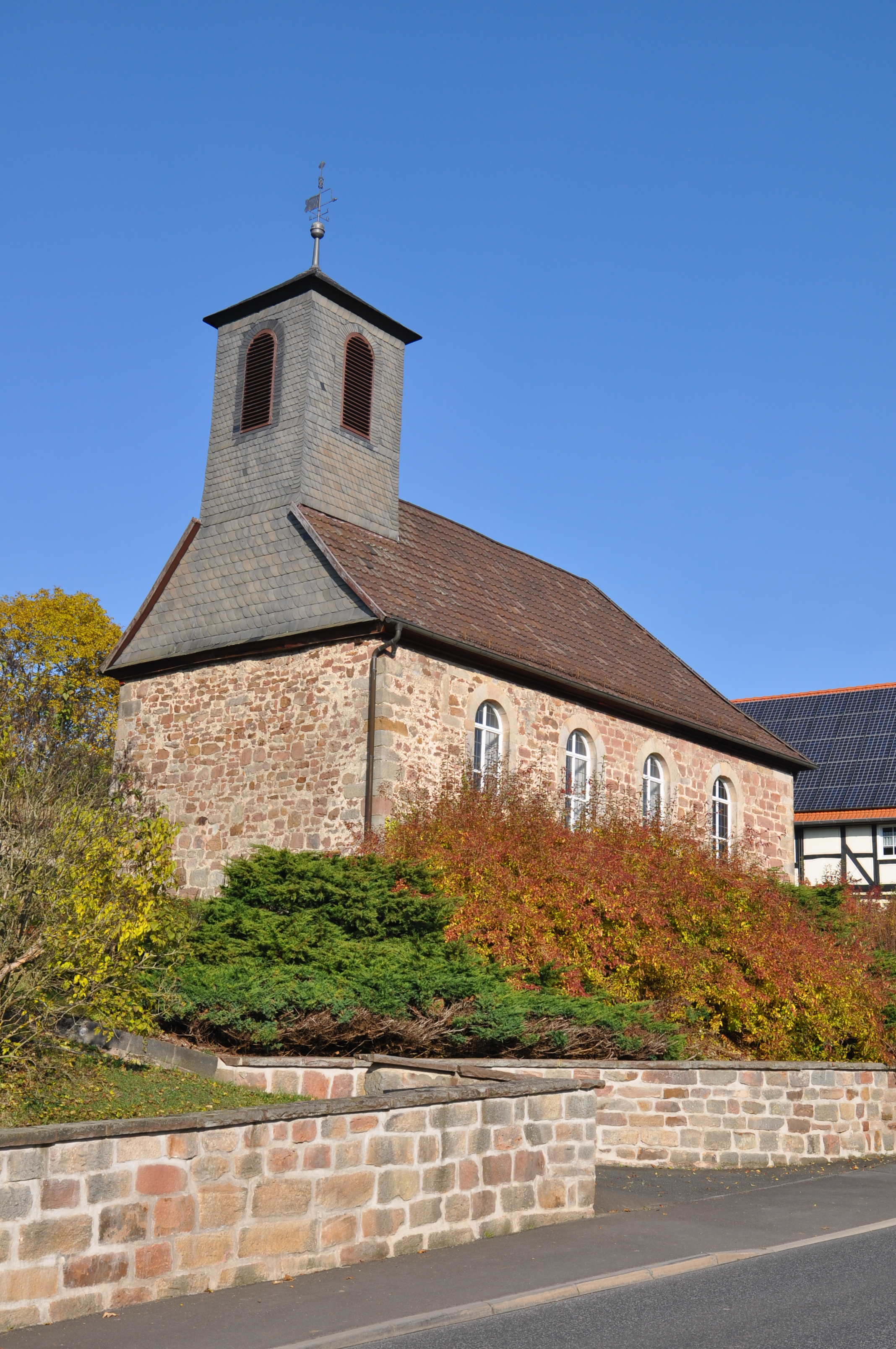
Evangelische Kirche Schnellrode

Die evangelische Kirche Schnellrode ist ein denkmalgeschütztes Kirchengebäude, das in Schnellrode steht, einem Stadtteil von Spangenberg im Schwalm-Eder-Kreis (Hessen). Die Kirche gehört zur Kirchengemeinde Spangenberg im Kirchenkreis Schwalm-Eder im Sprengel Marburg der Evangelischen Kirche von Kurhessen-Waldeck.

## Beschreibung
Die Saalkirche wurde 1837 aus Bruchsteinen erbaut. Das Mauerwerk im westlichen Teil ist spätmittelalterlich. Aus dem Satteldach des Kirchenschiffs erhebt sich im Westen ein quadratischer, schiefergedeckter Dachreiter, der mit einem Pyramidendach bedeckt ist. Auf der Empore steht eine Orgel aus dem 18. Jahrhundert, die von der Orgelbauerfamilie Schmerbach stammt.